# Bitka na Neretvi (film)
Bitka na Neretvi ([Bitka na Neretvi / Битка на Неретви] Napaka: {{Jezik-xx}}: Non-latn text (pos $1)/Latn script subtag mismatch (pomoč)) je jugoslovanski zgodovinski partizanski film iz leta 1969 v režiji Veljka Bulajića po scenariju Veljka Bulajića in Stevana Bulajića. Posnet je po resničnih dogodkih v drugi svetovni vojni, v bitki na Neretvi so se partizani leta 1943 spopadli z vojaki sil osi, ki so začeli ofenzivo ob reki Neretvi v Bosni in Hercegovini.
Bitka na Neretvi je najdražji film kadarkoli posnet v Jugoslaviji. Nominiran je bil za oskarja za najboljši tujejezični film, leto prej ga je Sergej Bondarčuk (vloga Martina) osvojil s filmom Vojna in mir. Enega od plakatov za angleško različico filma je brezplačno izdelal Pablo Picasso.

## Igralci
- Sergej Bondarčuk kot Martin
- Yul Brynner kot Vlado
- Curt Jürgens kot gen. Lohring
- Bata Živojinović kot Stole
- Sylva Koscina kot Danica
- Boris Dvornik kot Stipe
- Hardy Krüger kot por. Kranzer
- Franco Nero kot kap. Michele Riva
- Lojze Rozman kot Ivan
- Ljubiša Samardžić kot Novak
- Orson Welles kot četniški senator
- Milena Dravić kot Nada
- Špela Rozin kot Aide
- Pavle Vuisić kot Jordan
- Fabijan Šovagović kot Nori Boško
- Anthony Dawson kot gen. Morelli
- Dušan Bulajić kot četniški poveljnik
- Renato Rossini kot por. Mario
- Oleg Vidov kot Nikola
- Kole Angelovski kot Žika
- Stole Aranđelović kot Šumadinac
- Demeter Bitenc kot kap. Schröder
- Ralph Persson kot por. Horst
- Miha Baloh kot ustaški komandir
- Faruk Begolli kot Stevo
- Zaim Muzaferija kot visoki kmet